# Lumière et compagnie
Lumière et compagnie è un film del 1995 diretto da diversi registi. 

## Produzione
Il film nasce da un progetto di Sarah Moon che, per celebrare il centenario della nascita del cinema, affidò a 41 registi di fama internazionale la cinepresa originale dei fratelli Lumière affinché ognuno realizzasse un documento cinematografico sottostando ad alcune restrizioni tecniche: durata massima 52 secondi, sonoro asincrono e non più di tre inquadrature. Peter Greenaway e David Lynch decisero di non rispettare le regole.